# Abarenicola
Abarenicola (лат.) — род морских кольчатых червей из семейства Arenicolidae подкласса Sedentaria класса многощетинковых. В ископаемом виде неизвестны.
Морские придонные многощетинковые черви. Для них характерно удлинённое толстое цилиндрическое тело, отчетливо разделённое на 3 части: преджаберную, жаберную и хвостовую. Простомиум не имеет придатков или пальп. Один или два передних сегмента не имеют волосков. На остальных сегментах все волоски неразветвлённые, включая капиллярные волоски и ростральные уцини. Нотоподии тупо усечённые, а нейроподии — удлинённые тори, образующие длинные поперечные рубцы на некоторых сетгирах. Жабры (branchiae) имеются с седьмого щетинкового сегмента. Невроподии жаберных сегментов широко расставлены. Имеется более пары пищеводных мешков.

## Классификация
По данным World Register of Marine Species, на май 2025 года род включает 10 видов:
- Abarenicola affinis (Ashworth, 1903)
- Abarenicola assimilis (Ehlers, 1897)
- Abarenicola brevior Wells, 1963
- Abarenicola claparedi (Levinsen, 1884)
- Abarenicola devia Wells, 1963
- Abarenicola gilchristi Wells, 1963
- Abarenicola haswelli Wells, 1963
- Abarenicola insularum Wells, 1963
- Abarenicola pacifica Healy & Wells, 1959
- Abarenicola pusilla (Quatrefages, 1866)